# Cystersi

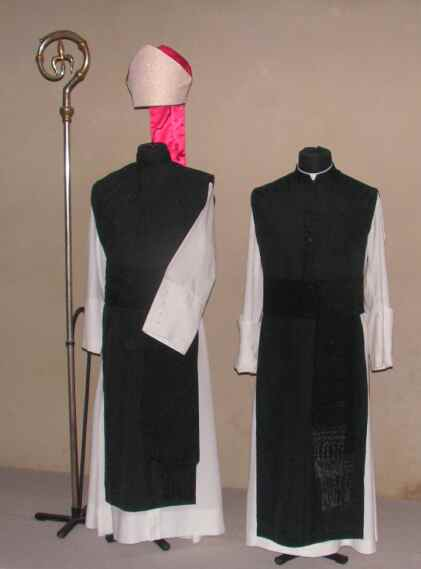
Habit opata cysterskiego

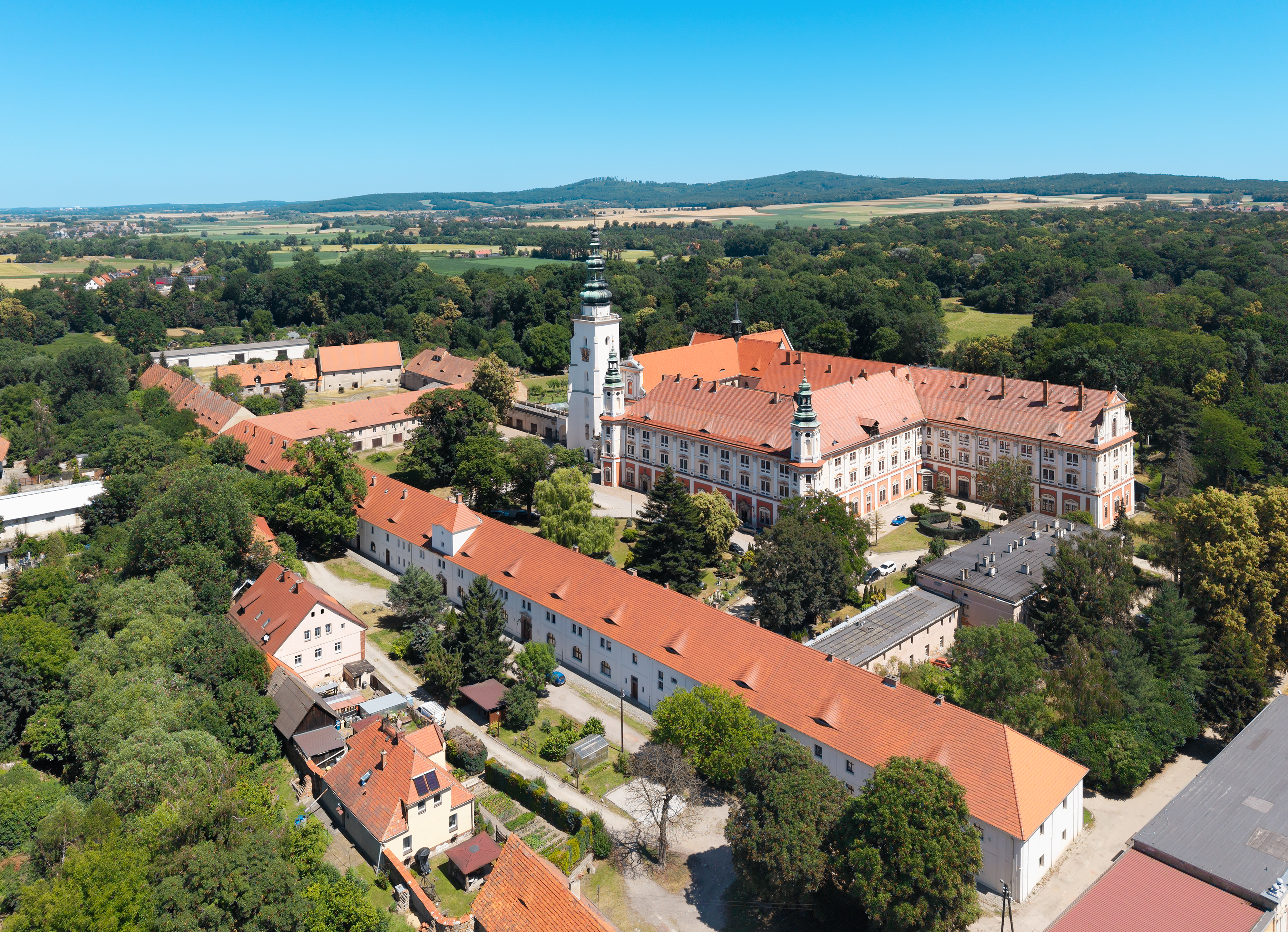
Opactwo cystersów w Henrykowie

Zakon Cysterski (łac. Ordo Cisterciensis, skrót OCist. lub OCSO (Ordo Cisterciensis Strictioris Observantiae) dla trapistów) – katolicki zakon monastyczny reformowany, posługujący się regułą benedyktyńską, założony w 1098 przez św. Roberta z Molesme, pierwszego opata z Cîteaux we Francji (łac. Cistercium; obecnie Saint-Nicolas-lès-Cîteaux). Pierwsze klasztory powstały w La Ferté (1113), Pontigny (1114), Clairvaux (1115) i Morimond (1115). Do Polski cystersi przybyli w połowie XII w.
Cystersi noszą biały habit z czarnym szkaplerzem przepasanym płóciennym pasem, przez co nazywani są czasem białymi mnichami. Zakon wydał około 850 świętych i błogosławionych. Z jego szeregów pochodziło ponad stu biskupów. Opactwa i klasztory cysterskie były w średniowieczu ważnymi ośrodkami kultywującymi kulturę, naukę, medycynę, wprowadzającymi postęp w rzemiośle i rolnictwie.
Cystersi posługiwali się, a po części do dziś posługują się własnymi księgami liturgicznymi (obrządek cysterski).
Najbardziej znane postaci Zakonu Cysterskiego: św. Robert z Molesme, św. Bernard z Clairvaux, Doktor Kościoła, św. Alberyk z Cîteaux, św. Stefan Harding, św. Aelred z Rievaulx, św. Malachiasz z Armagh, prorokujący, rzekomy autor Przepowiedni Malachiasza dotyczącej papieży Kościoła rzymskokatolickiego, bł. Wincenty Kadłubek, biskup krakowski, św. Ludgarda z Tongeren, mistyczka, autorka Modlitwy Dworu niebieskiego.

## Nazwa
Nazwa zakonu pochodzi od słowa Cistertium – łacińskiej nazwy Cîteaux, miejsca lokalizacji pierwszego klasztoru cysterskiego. Istnieje wiele opinii na temat pochodzenia tej nazwy. Nazwa może pochodzić od łacińskiego słowa cisterna, co oznaczałoby tereny podmokłe lub bagienne, nawiązując do lokalizacji klasztoru. Możliwe jest też pochodzenie od dawnego francuskiego słowa cistel, oznaczającego janowiec lub sitowie, czyli również nawiązującego do podmokłych terenów. Bardzo prawdopodobne jest pochodzenie od łacińskiego zwrotu cis tertium lapidem miliarium – czyli po tej stronie kamienia milowego, co oznacza lokalizację klasztoru w podanym miejscu względem kamienia milowego przy starej rzymskiej drodze łączącej Langres a Chalon-sur-Saône. Mnisi nazywali swój klasztor Novum Monasterium.

## Początki zakonu
Założycielem zakonu cystersów był Robert z Molesme, opat benedyktyńskiego klasztoru Molesme, zwolennik eremicko-ascetycznego stylu życia zakonnego. W wyniku sporu ze zwolennikami stylu zakonnego propagowanego przez mnichów w Cluny, Robert wraz z dwudziestoma mnichami opuścił Molesme i osiadł w podarowanym przez Raynalda z Beaune pustkowiu Cîteaux położonym około 20 km od Dijon w Burgundii, w diecezji Chalon-sur-Saône. Wśród mnichów-założycieli byli Alberyk i Stefan Harding. Biskup Walter potwierdził nowy klasztor, a książę Burgundii Odo I Rudy na polecenie legata apostolskiego, Hugona z Lyonu, wyposażył klasztor gospodarczo. Uroczysty akt fundacyjny klasztoru ogłoszono w dniu św. Benedyktyna, 21 marca 1098. W czerwcu 1099 synod biskupów zebrany w Port-d'Anselle, przychylił się do prośby zakonników z Molesme i polecił Robertowi powrót do Molesme na stanowisko opata. Robert podporządkował się decyzji biskupów i z dwunastoma mnichami wrócił do Molesme, gdzie umarł w 1111 roku. Według tradycji w Cîteaux pozostało ośmiu mnichów, którzy postanowili kontynuować życie zakonne według własnych reguł. Nowym opatem został dawny przeor klasztoru w Molesme Alberyk, a Cîteaux w ten sposób stał się klasztorem macierzystym. Opat Alberyk wysłał mnichów Jana i Ilbodusa do papieża Paschalisa II z prośbą o prawne zatwierdzenie Novum Monasterium. Paschalis II wydał 19 października 1100 roku w Troi przywilej, który brał klasztor pod szczególną opiekę papieską i potwierdzał nowy styl życia zakonnego. W 1101 roku mnisi opuścili drewniane baraki i w niedalekiej odległości zbudowali stały klasztor. Pierwszy kościół klasztorny został poświęcony przez biskupa Waltera w 1106 roku. Alberyk funkcję opata pełnił przez 9 lat i jemu przypisuje się autorstwo Instituta monachorum Cisterciensium de Molismo venientium, które kładły fundament pod regułę zakonu cystersów. W 1109 roku opatem w Cîteaux został dotychczasowy przeor Stefan Harding, autor Carta Caritatis, zatwierdzonego przez Kaliksta II 23 grudnia 1119 roku dokumentu regulującego wzajemne stosunki między opactwami cysterskimi oraz zasady życia zakonnego. W 1113 roku do klasztoru w Cîteaux wstąpił Bernard z Clairvaux wraz z trzydziestoma towarzyszami, a kilka tygodni później założono pierwszy klasztor filialny w La Ferté. Kolejnym klasztorem filialnym został klasztor w Pontigny ufundowany w 1114 roku. Opatem w Pontigny został Hugon z Mâcon, który wstąpił do zakonu razem z Bernardem. W 1115 powstały dwa kolejne klasztory filialne: Clairvaux (opatem został Bernard) i Morimond (opatem został Arnold).

## Reguła zakonna
Cystersi powracali do ewangelicznej prostoty i praktyki ubóstwa, wszystko to miało prowadzić do naśladowania Chrystusa. Mnisi musieli wyrzec się wszelkiego bogactwa, duży nacisk był położony na surowość obyczajów. Cysters miał być pokutnikiem, który odsuwa się od świata doczesnego, żyje w samotności i ciszy. Mnisi osiedlali się przeważnie na pustkowiach, w lasach lub w bagnistych dolinach, w miejscach bardzo oddalonych od osad, dlatego też musieli być samowystarczalni. Prowadzili własne gospodarstwa, uprawiali ziemię.
Surowe postanowienia Carta Caritatis zostały dość szybko złagodzone. W 1152 r. Eugeniusz III, pierwszy papież wywodzący się z zakonu cystersów, zatwierdził nową Carta Caritatis wraz z Capitula – regulacjami dotyczącymi tzw. obserwancji. Mnisi otrzymali prawo przyjmowania oblatów oraz konwersów. Następne złagodzenie reguły nastąpiło w roku 1190.
Oprócz Carta Caritatis dużą rolę w życiu cystersów odgrywały ustalenia zapadające na zebraniach kapituły generalnej. Główną w niej rolę pełnili: archiopat Cîteaux oraz opaci 4 pierwszych filii: La Ferté, Pontigny, Clairvaux i Morimond. Kapituła generalna miała absolutną władzę sądowniczą i ustawodawczą – niepodporządkowanie karano ekskomuniką. Corocznie, w dniu 14 września, w dzień Podwyższenia Krzyża Pańskiego wszyscy opaci cysterskich klasztorów mieli obowiązek stawić się w Citeaux przed kapitułą (praktycznie ten stan utrzymał się do czasów reformacji). Organizowano też zjazdy kapituł lokalnych np. w Wągrowcu w dniu 19 czerwca 1580 r. z udziałem przedstawicieli Clairvaux.
Bardzo ważną i praktyczną, okazała się wynikająca z reguły zakonnej, zasada utrzymywania ścisłych więzi między klasztorem macierzystym a klasztorami filialnymi. Opat klasztoru filii musiał raz w roku odwiedzić klasztor macierzysty. Opat klasztoru matki naznaczał, a przynajmniej zatwierdzał opatów w podległych mu filiach. Dla przykładu, zgodnie z tą zasadą klasztor w Jędrzejowie był filią klasztoru w Morimondzie a jednocześnie matką dla klasztoru w Rudach Raciborskich, zaś ten był matką dla opactwa w Jemielnicy. W 1585 r. cesarz Rudolf II Habsburg zerwał tę zasadę mianując w Rudach opata z Niemiec. Wzajemne kontakty mnichów długo zapewniały kontrolę i przestrzeganie reguł zakonu, równocześnie pozwalając na szybką wymianę wiedzy potrzebnej w hodowli bydła, karpi, roślin, w budownictwie oraz w produkcji np. win.

## Zakładanie filii
Zakony cysterskie jako kulturotwórcze i w sumie samowystarczalne gospodarczo były bardzo cenione przez ówczesnych dysponentów dóbr ziemskich. Cystersi nie musieli się martwić o miejsca na założenie nowych filii, bowiem szlachta, książęta, nawet władcy sami zabiegali o ich tworzenie na swych terenach. Pod koniec XIII stulecia cystersi mieli już ok. 2000 opactw w całej Europie. Architektura kościołów i klasztorów cystersów w średniowieczu była bardzo prosta. Z czasem, gdy zakon posiadł olbrzymie bogactwa, stał się mecenasem sztuki. Obecnie wiele pocysterskich budowli, głównie gotyckich i barokowych, należy do wybitnych dzieł sztuki.
Zakładanie filii opactwa cysterskiego było obwarowane szeregiem wymogów, stopniowo łagodzonych chociażby przez to, że w razie wystąpienia niezgodności ostateczną decyzję pozostawiano opatowi klasztoru macierzystego. Początkowo reguły były surowe i wymagały, aby zakonnicy wszystko robili sami, ale wobec nadań często przekraczających ponad 1000 ha ziemi było to niemożliwe. Wkrótce cystersi uzyskali prawo pobierania dziesięcin, korzystania z pracy chłopów i konwersów, mogli też czerpać zyski z dzierżawy ziemi i innych swoich przywilejów.
Po prośbie o założenie klasztoru komisja złożona z opatów klasztorów położonych w sąsiedztwie udawała się na teren proponowanego nadania i oceniała sytuację. Wymagań, aby grangie (dobra ziemskie klasztorów) oddalone były od siebie o dwie mile galijskie (1 mila ≈ 5 km), a siedziby klasztorów o co najmniej 10 mil galijskich. Sprawdzano jakość gruntów, inne możliwości czerpania zysków i czy miejsce nie jest obciążone długami. Jeśli sytuacja była zadowalająca, podpisywano odpowiednie dokumenty. Wkrótce na miejscu przyszłego klasztoru rozpoczynano budowę podstawowych dla funkcjonowania zakonu pomieszczeń – dormitorium z pokojem gościnnym, pomieszczeń dla ksiąg zakonnych (Biblia, reguły, księgi mszalne), pomieszczeń dla furtiana i muru odgradzającego teren klasztorny od otoczenia. Księgi zakonne przygotowywano w skryptorium klasztoru macierzystego. Kiedy wszystko było gotowe, 12 mnichów oraz ich opat mogli udać się na miejsce i od samego początku funkcjonować w zgodzie z regułą zakonną.

## Cystersi w Polsce
Do Polski cystersi zostali sprowadzeni w połowie XII wieku. Pierwsze klasztory na ziemiach Polskich powstały w Brzeźnicy (1149–1153, dzisiejsze miasto Jędrzejów) i w Łeknie w pobliżu Wągrowca (1153). W XII w. powstały ponadto opactwa w Lądzie (1153), Lubiążu (1163), Kołbaczu (1174), Sulejowie (1176), Wąchocku (1179), Koprzywnicy (1185) i Oliwie (1186). W XIII w. założono klasztory w Trzebnicy (1202, pierwszy w Polsce klasztor żeński), podkrakowskiej wówczas Mogile (1222), Kamieńcu Ząbkowickim (1222), Henrykowie (1227), Szpetalu (1230), Obrze (1231), Bledzewie (1232), Ludźmierzu, Szczyrzycu (1234), Paradyżu (1234), Koronowie (1254), Rudach (1255), Pelplinie (1276), Przemęcie (1278), Bierzwniku (1286) i Krzeszowie (1292), w XIV w. w Jemielnicy, a w l. 1403–1404 w Cieplicach Śląskich. W 1686 cystersi sprowadzili się do Barda Śląskiego, gdzie przebywali do 1810 roku, kiedy skasowano zakony w państwie pruskim.
Jako poważne ocenia się zasługi cystersów dla rozwoju kultury i gospodarki. Zakon ten należał do inicjatorów zakładania kuźni wodnych, stawów rybnych czy budowy młynów i browarów.
W ufundowanym w 1179 r. klasztorze w Wąchocku powstały średniowieczne kuźnie. Ośrodek ten dzięki cystersom szybko stał się ważnym punktem wytopu żelaza – w 1500 r. znajdowały się w nim 22 kuźnie na łączną liczbę 289 zarejestrowanych na terenie Korony.

## Cystersi obecnie
Obecnie zakon ten nie jest tak znaczący jak dawniej; upadek nastąpił w okresie zaborów. Na przełomie XVIII i XIX w. nastąpiła kasata zakonu we wszystkich trzech zaborach. Nadal jednak są czynne opactwa w Krakowie Mogile, w Jędrzejowie, Szczyrzycu, Wąchocku oraz parafie w Oliwie, Henrykowie i Sulejowie prowadzone przez cystersów.
W 1664 z cystersów wyodrębnił się zakon trapistów, który został zatwierdzony przez Stolicę Apostolską w 1894 r. Obecnie na świecie żyje ok. 3 tys. cystersów i cysterek.

## Opactwa i klasztory w Polsce

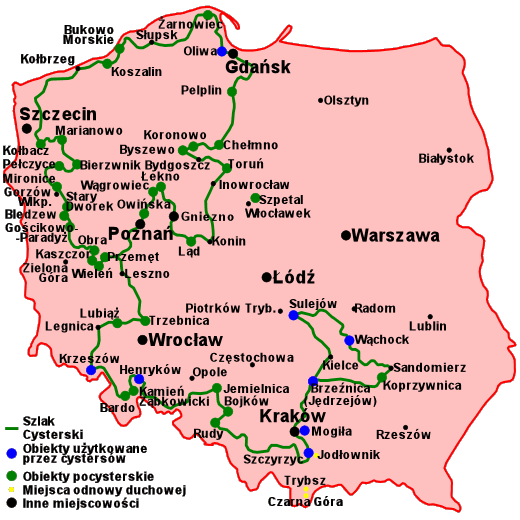
Szlak cysterski

Obiekty cysterskie i pocysterskie w większości włączone zostały do wytyczonego na terenie Europy szlaku turystycznego. Szlak ten nosi nazwę Szlaku Cysterskiego. Szlak posiada polską gałąź obejmującą wszystkie historyczne obiekty pocysterskie i większość współczesnych.

### Opactwa istniejące
- Jędrzejów – archiopactwo
- Kraków Mogiła – opactwo
- Szczyrzyc – opactwo
- Wąchock – opactwo
- Henryków – przeorat opactwa w Szczyrzycu
- Gdańsk Oliwa – przeorat opactwa w Szczyrzycu
- Kraków Szklane Domy – przeorat opactwa w Krakowie Mogile
- Sulejów – przeorat opactwa w Wąchocku
- Trybsz – placówka duszpasterska opactwa w Krakowie Mogile
- Czarna Góra – placówka duszpasterska opactwa w Krakowie Mogile
- Jodłownik – placówka duszpasterska opactwa w Szczyrzycu
- Winniki – placówka duszpasterska opactwa w Wąchocku

### Obiekty pocysterskie klasztorów męskich
| - Bardo - Bierzwnik - Bledzew - Bukowo Morskie - Byszewo - Gdańsk-Oliwa - Gościkowo-Paradyż - Jemielnica | - Kamieniec Ząbkowicki - Kaszczor - Kołbacz - Koprzywnica - Koronowo - Krzeszów - Ląd | - Lubiąż - Ludźmierz - Łekno - Mironice - Obra - Pelplin - Przemęt | - Rokitno - Rudy - Szpetal - Wągrowiec - Wieleń Zaobrzański - Zemsko |

### Obiekty pocysterskie klasztorów żeńskich
| - Cedynia - Chełmno - Koszalin - Marianowo | - Ołobok - Owińska - Pełczyce - Recz | - Szczecin - Toruń - Trzcińsko | - Trzebnica - Wolin - Żarnowiec |

## Galeria zdjęć

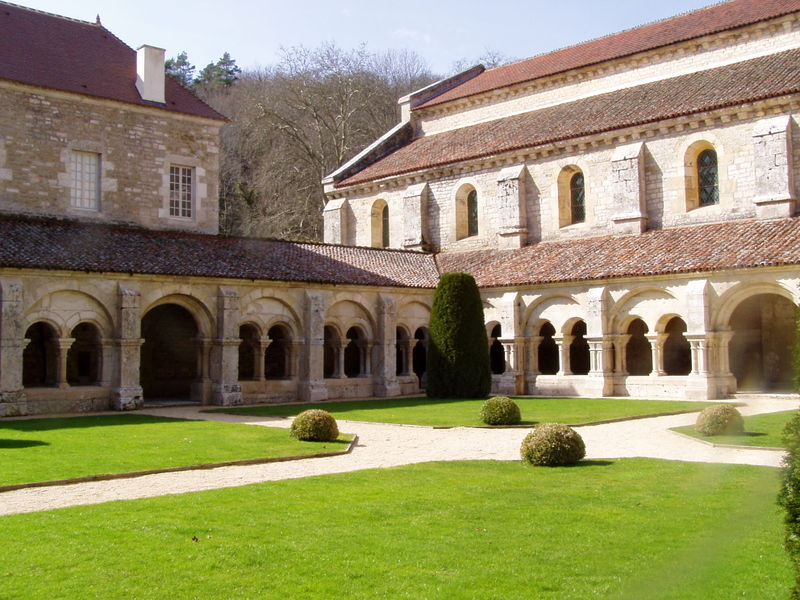
Opactwo Fontenay w Burgundii
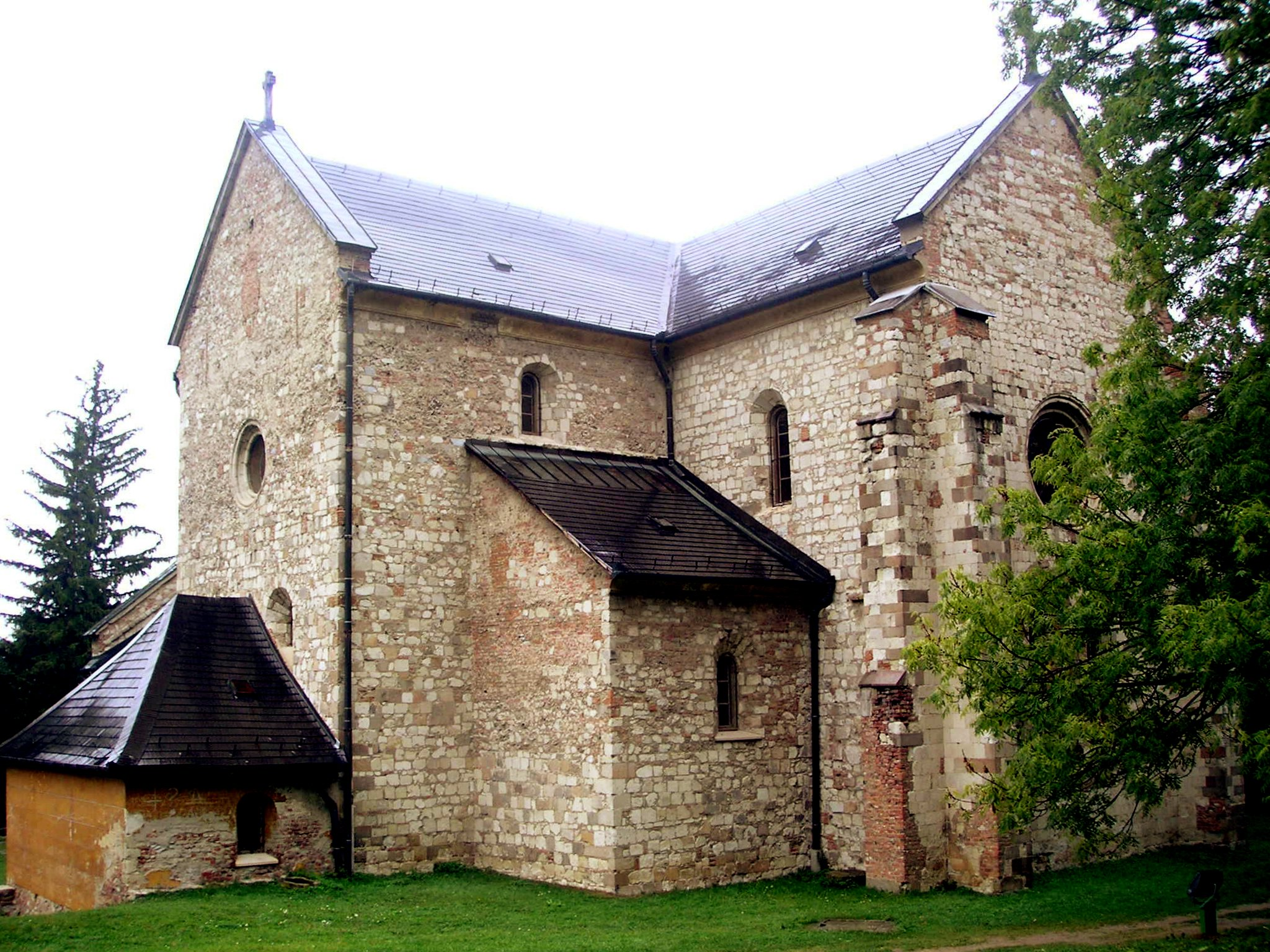
Kościół cystersów w Bélapátfalvie na Węgrzech
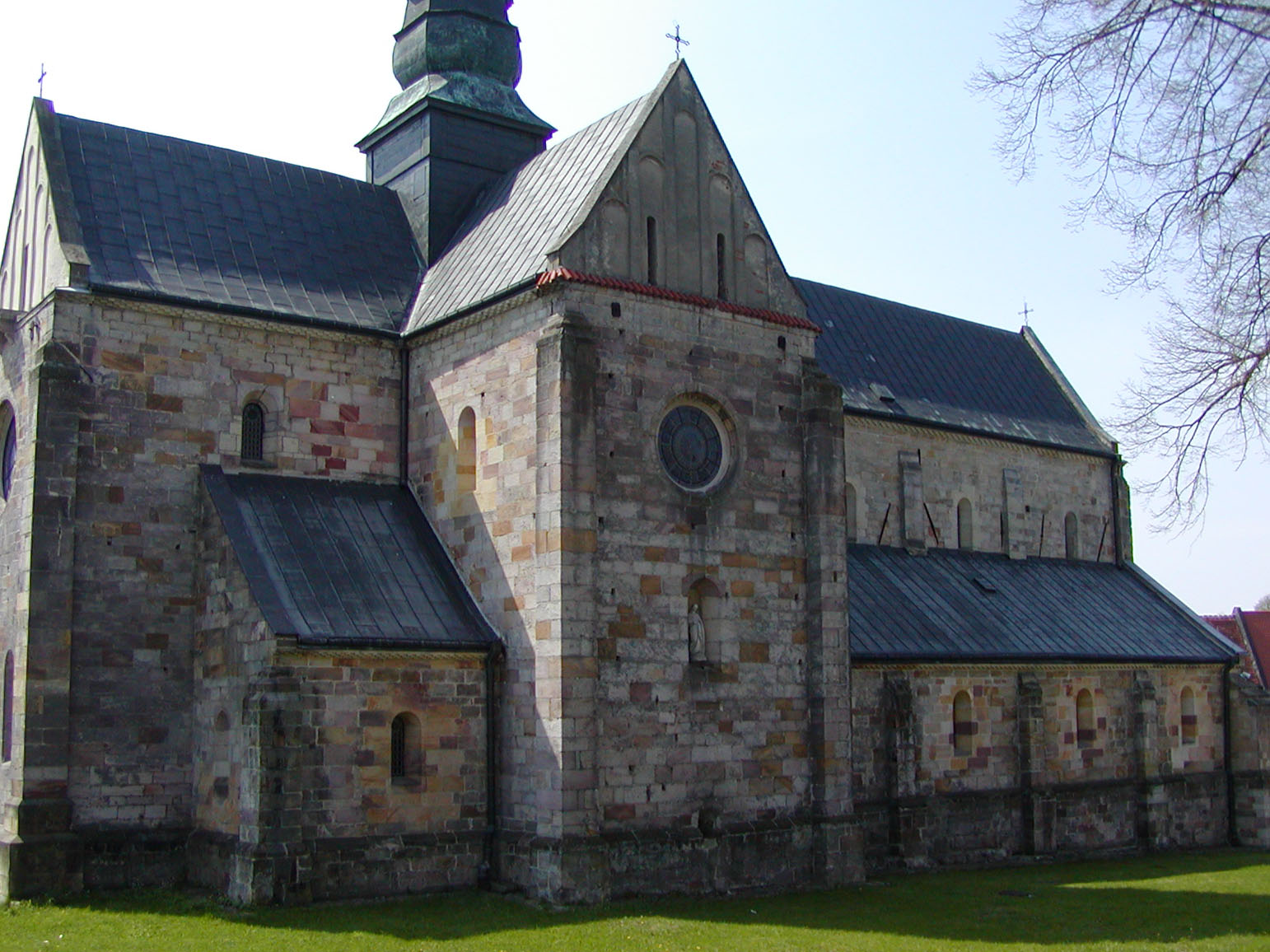
Kościół cystersów w Sulejowie-Podklasztorzu
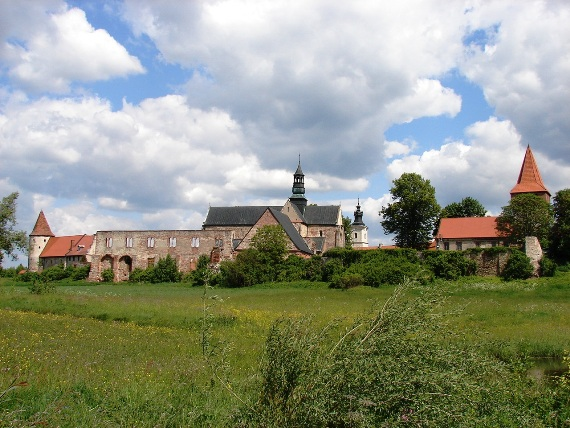
Opactwo cystersów w Sulejowie–Podklasztorzu
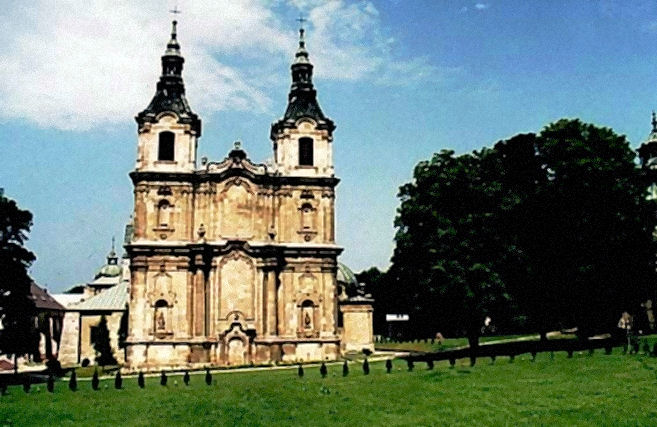
Archiopactwo Cystersów w Jędrzejowie
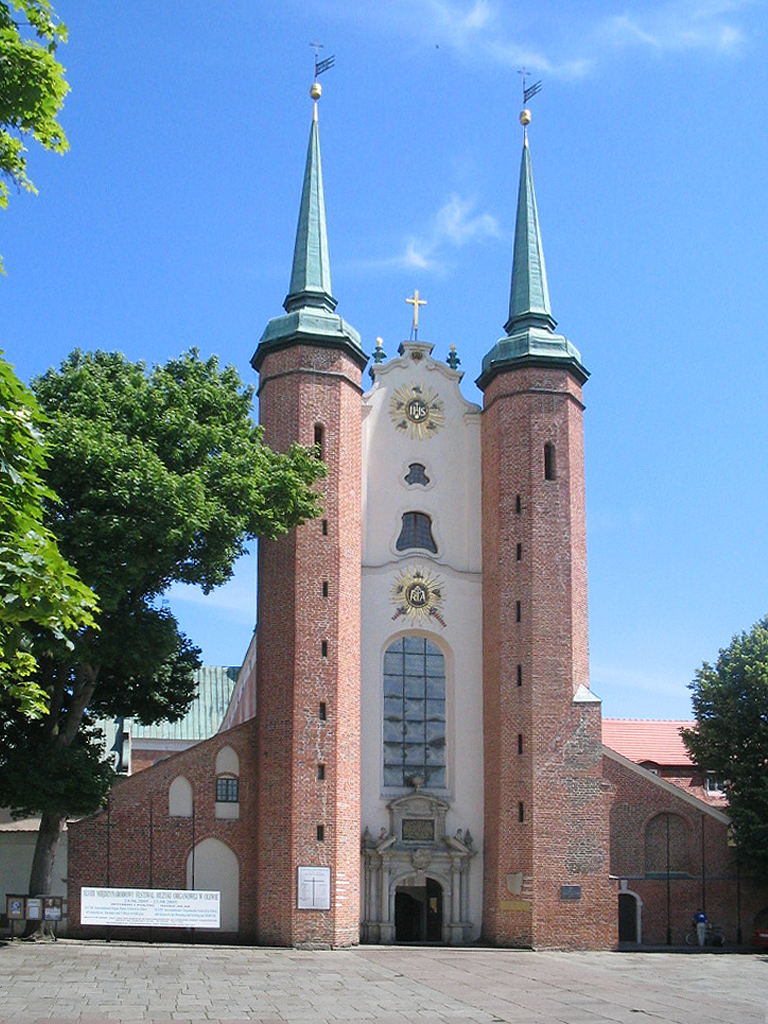
Pocysterski kościół – Bazylika w Oliwie
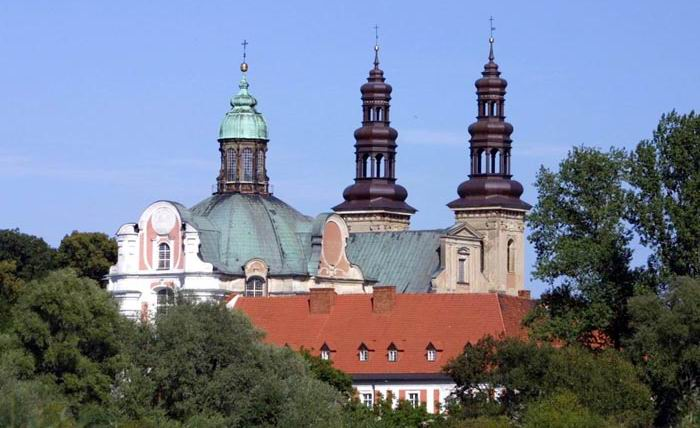
Ląd nad Wartą. Dawne opactwo cystersów
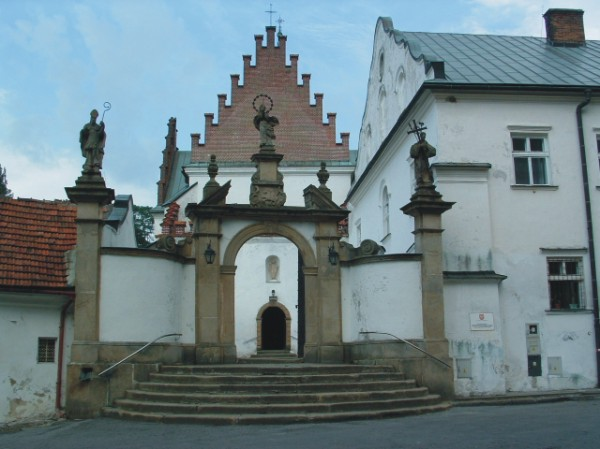
Opactwo cystersów w Szczyrzycu
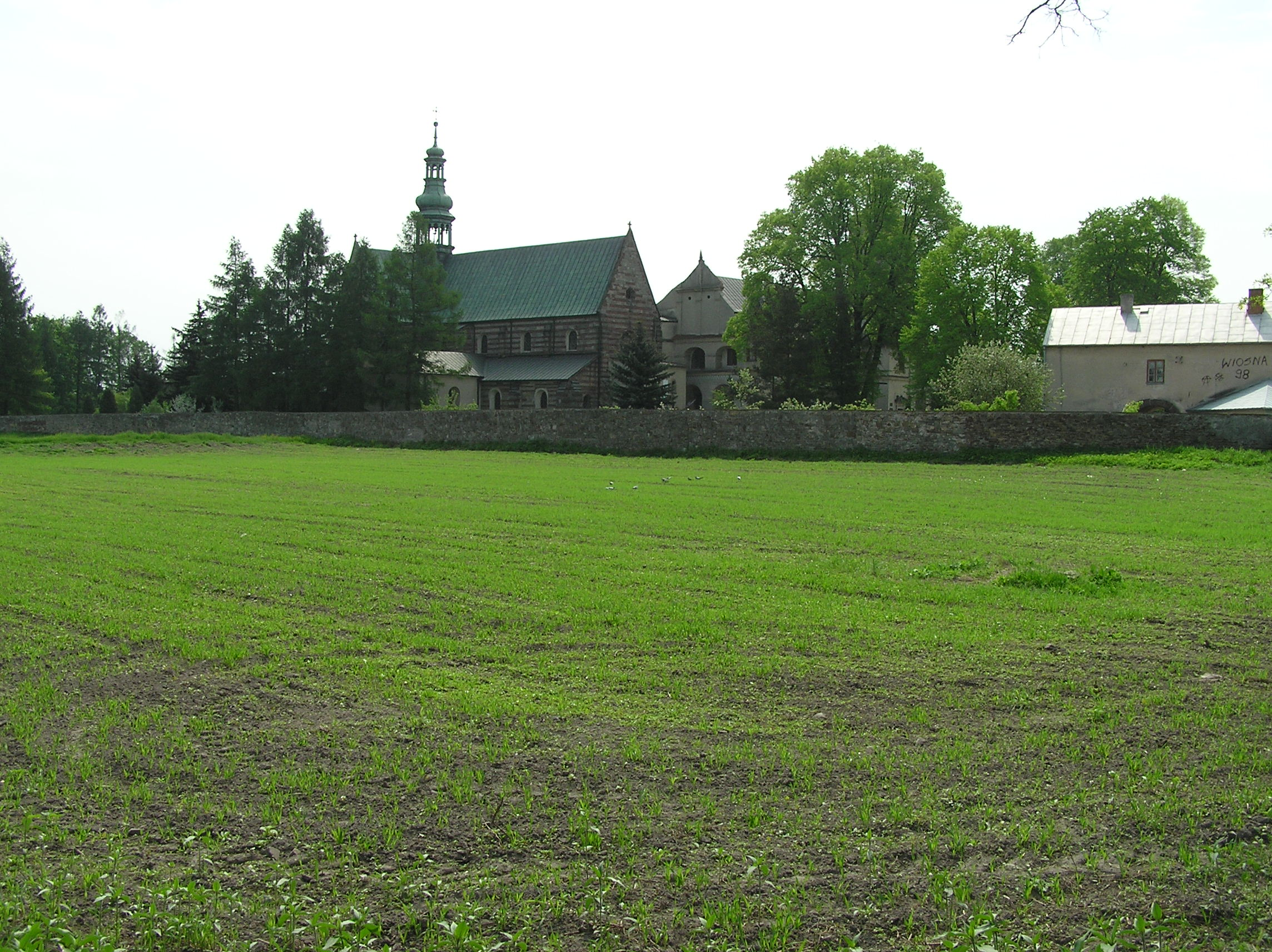
Opactwo cystersów w Wąchocku
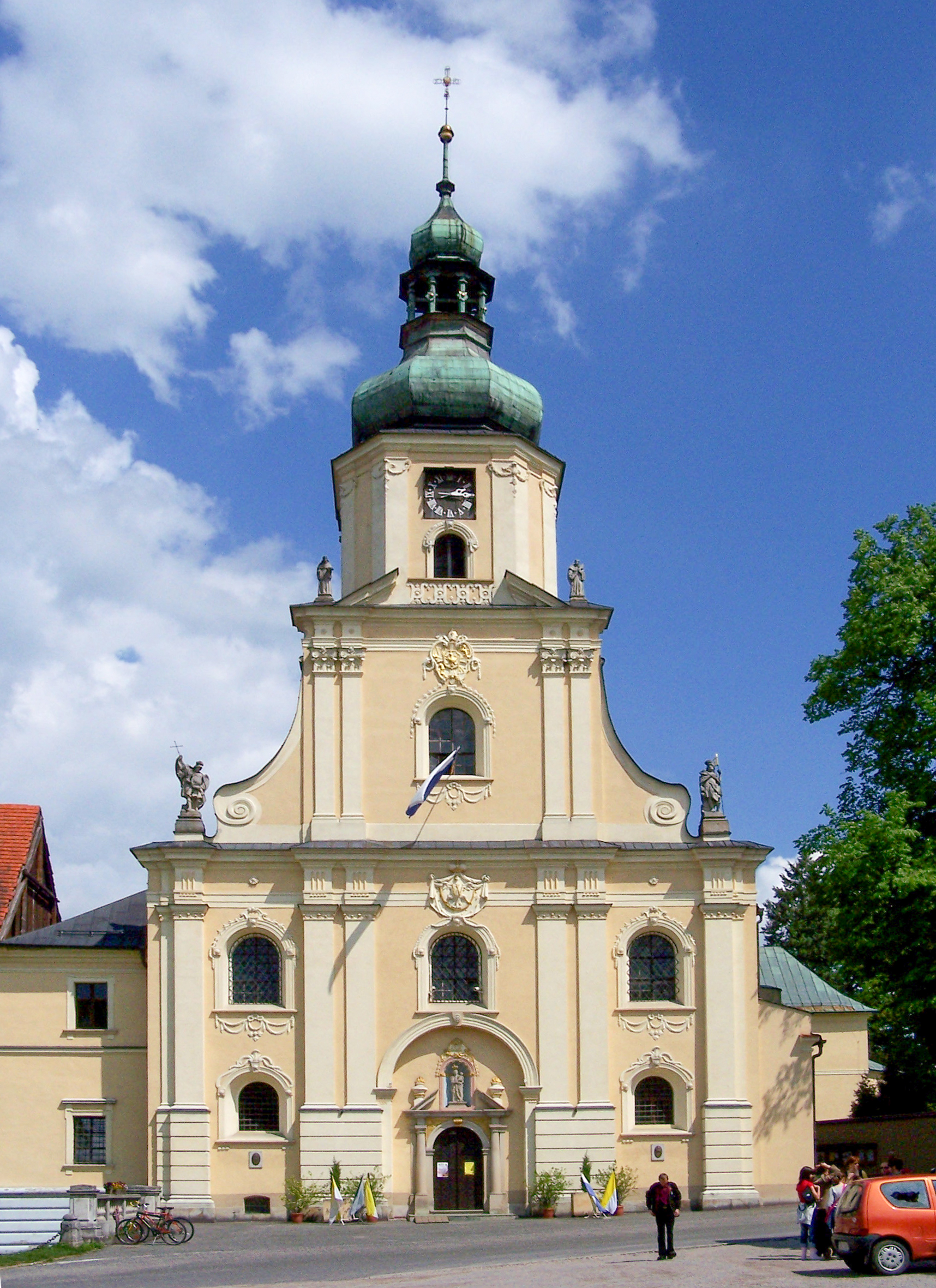
Pocysterski kościół w Rudach
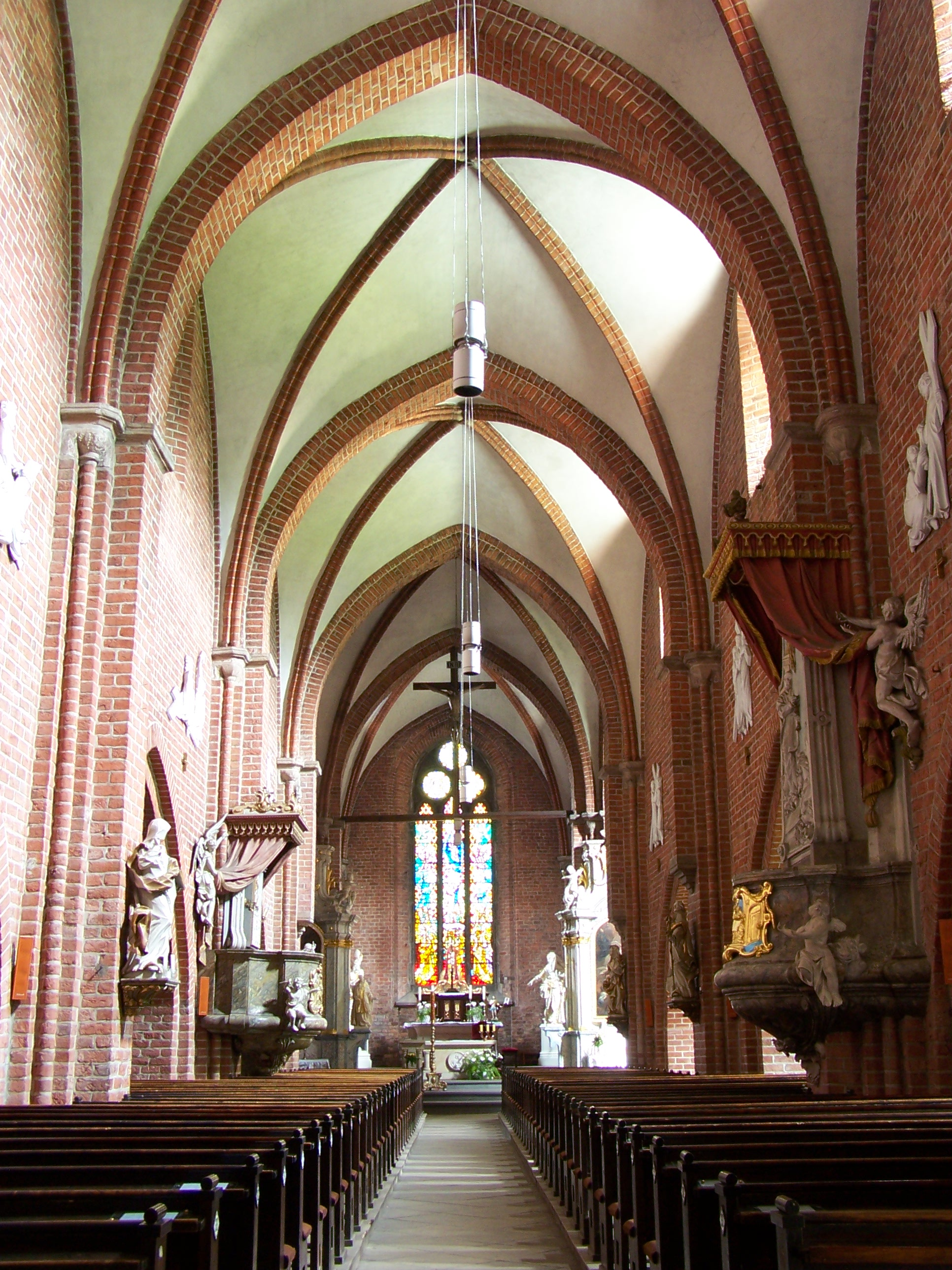
Wnętrze pocysterskiego kościoła w Rudach
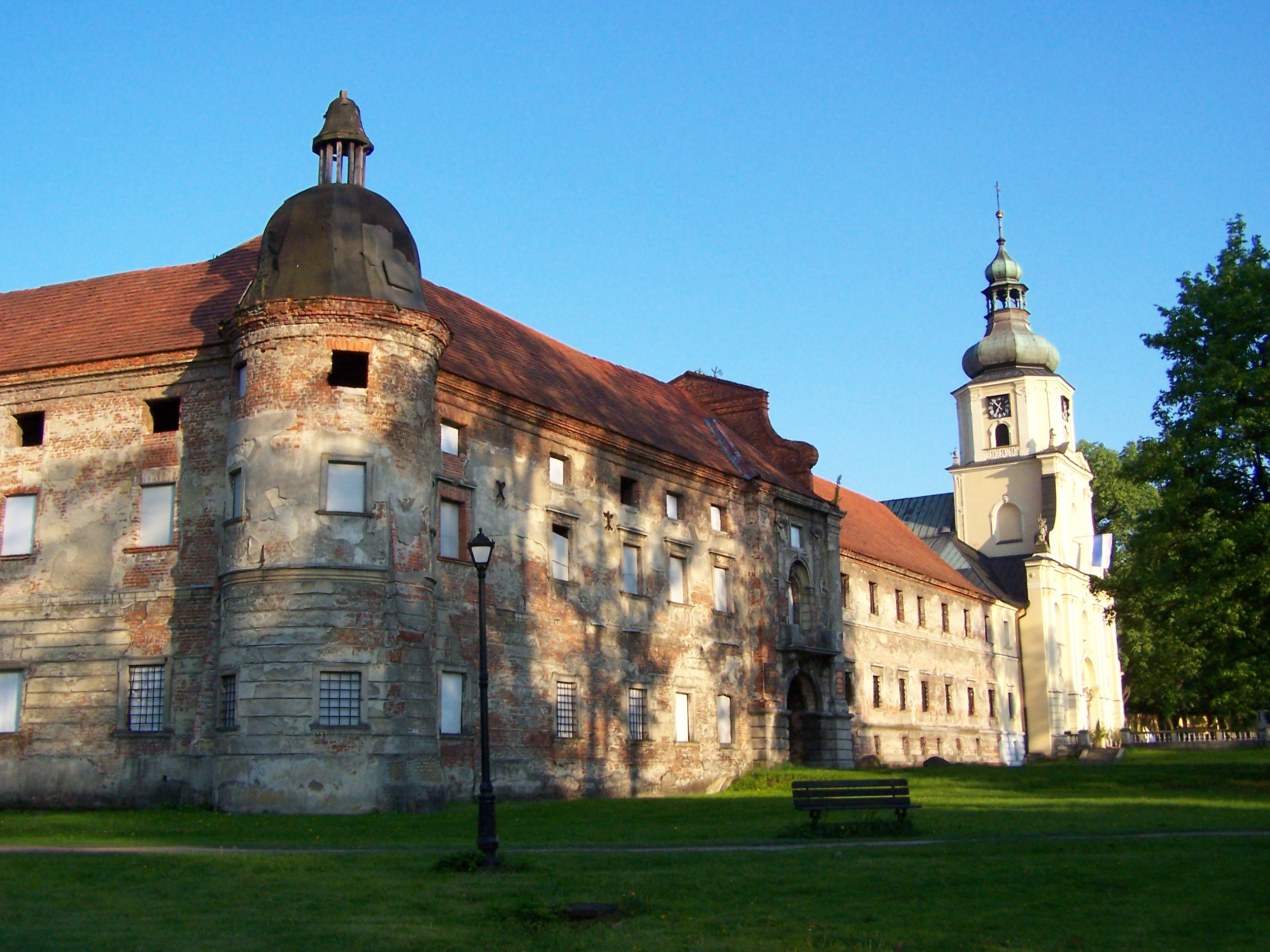
Zniszczony pocysterski klasztor w Rudach
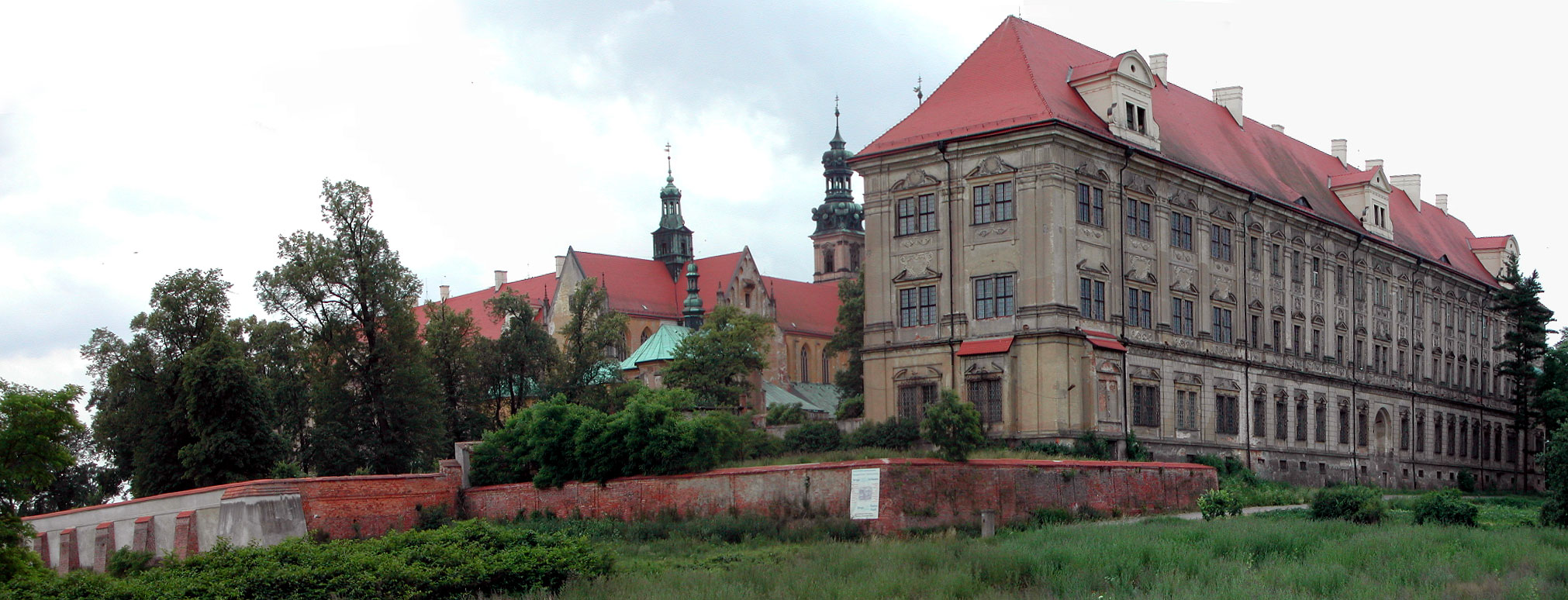
Klasztor cystersów w Lubiążu
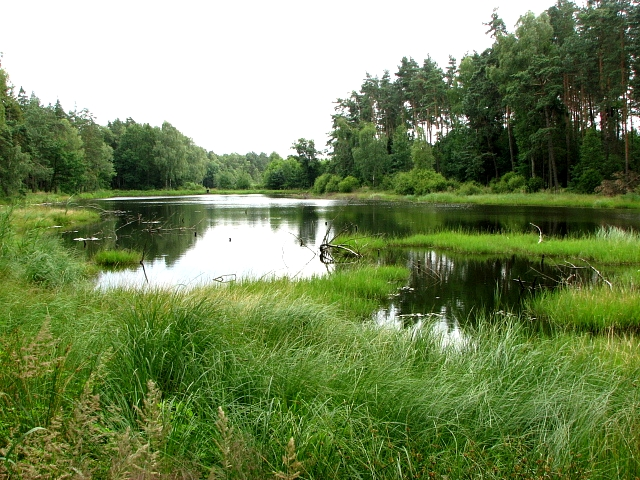
Park Krajobrazowy Cysterskie Kompozycje Krajobrazowe (woj. śląskie)
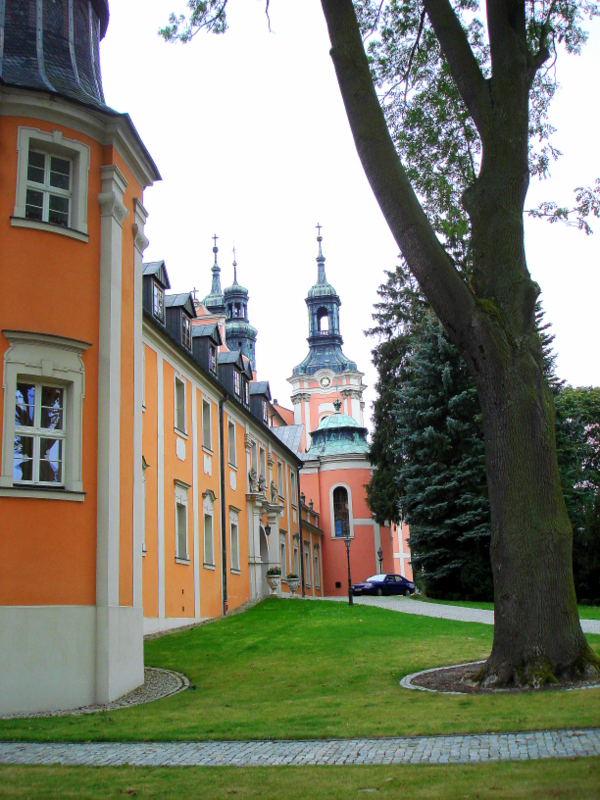
Gościkowo-Paradyż
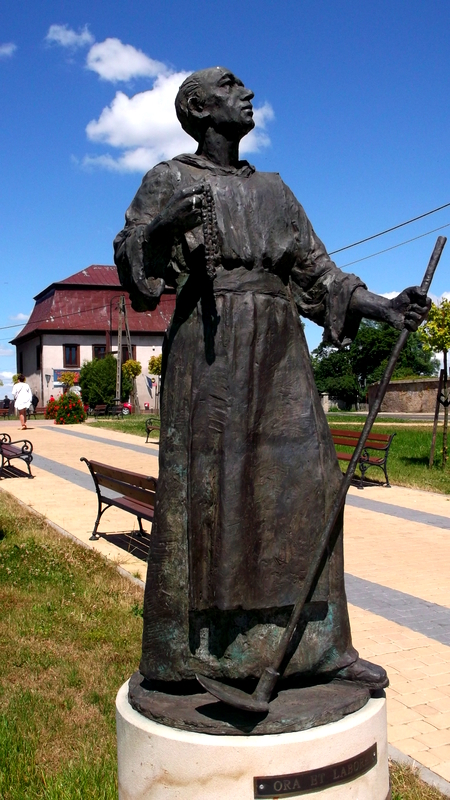
Krzeszów, pomnik cystersa – Ora et Labora